# Рычков, Юрий Леонтьевич
Юрий Леонтьевич Рычков (род. 14 декабря 1952, Омск) — советский и российский хоккеист, защитник. Мастер спорта СССР международного класса. Тренер.

## Биография
Начинал заниматься хоккеем в команде стадиона «Волна», тренер Владислав Бакшеев. В возрасте 8-9 лет играл с детьми 11 лет. В молодёжных командах играл центрального нападающего. С 17 лет — в команде мастеров «Каучук», стал играть на месте защитника. В сезонах 1969/70 — 1970/71 выступал во второй лиге за «Каучук». Следующие два сезона провёл в команде высшей лиги «Химик» Воскресенск. Получив серьёзную травму, на три сезона вернулся в Омск. Сезон 1976/77 провёл в «Сибири» для решения вопроса с армейской службой. По итогам сезона 1977/78 вместе с омским «Шинником» вышел в первую лигу. По ходу следующего сезона перешёл в московский «Спартак», где провёл семь сезонов.
Решив завершить карьеру, окончил Высшую школу тренеров, работал в МЦОП и СДЮШОР «Спартак» (заместитель директора в течение двух лет). Играл на любительском уровне за «Москвич». Сезон 1990/91 провёл играющим тренером в венгерском «Ференцвароше». В сезоне 1993—1994 играл за «Технолог» Ухта. В сезонах 1995/96 — 1996/97 выступал за израильский клуб «Бат-Ям» на зональных турнирах, без постоянного проживания в Израиле.
В 1998—2001 годах — тренер-консультант детско-юношеской сборной японской провинции Аомори. Главный тренер омского «Авангарда-ВДВ» (2001/02 — 2002/03), тренер «Спартака» Москва (2003/04 — 2004/05). Сезон 2006/07 начал в качестве главного тренера клуба «Крылья Советов-2», с 28 сентября — помощник тренера. В сезоне 2007/08 — тренер женской молодёжной сборной России и команды «Спартак-2» Москва. В сезонах 2008/09 — 2009/10 — главный тренер женской молодёжной сборной России. В сезоне 2011/12, до 7 октября — помощник тренера «Капитана» Ступино, до 12 октября — исполняющий обязанности главного тренера. С 22 ноября 2011 по 31 января 2012 — главный тренер клуба ОГИ. В сезоне 2012/13, с 4 февраля 2013 — главный тренер ТХК. В сезонах 2012/13 — 2014/15 — генеральный директор клуба. Был уволен после драки главного тренера ТХК Алексеч Ждахина и главного тренера «Ижстали» Андрея Разина.
Директор спортивной школы «Снежные барсы» (Москва).
Сын Евгений также играл в хоккей. Дочь Наталья — актриса.

## Достижения
- Бронзовый призёр чемпионата РСФСР: 1971
- Чемпион РСФСР: 1973
- Победитель турнира среди команд второй лиги восточной зоны: 1978
- Серебряный призёр чемпионата СССР (4): 1981—1984
- Бронзовый призёр чемпионата СССР (2): (1979, 1980)
- Финалист Кубка СССР: 1972
- Чемпион Венгрии: 1990.
- Обладатль Кубка Венгрии: 1990.
- Чемпион Москвы (2): 1986, 1987.
- Победитель Кубка Шпенглера (2): 1980 1981; второй призёр: 1982[3]